# Дол при Љубљани
Дол при Љубљани (словен. Dol pri Ljubljani) је насеље и управно средиште истоимене општине Дол при Љубљани, која припада Средњесловенској регији у Републици Словенији.
По попису из 2011. године насеље Дол крај Љубљание имало је 238 становника.